# Sugar Hill (film, 1974)
Pour les articles homonymes, voir Sugar Hill.
Pour plus de détails, voir Fiche technique et Distribution.
Sugar Hill est un film de zombies et un film de blaxploitation américain sorti en 1974 et réalisé par Paul Maslansky. 

## Synopsis
L'héroïne éponyme, afro-américaine, venge la mort de l'homme qu'elle aimait en ayant recours à des zombies.

## Fiche technique
- Titre : Sugar Hill
- Réalisation : Paul Maslansky
- Scénario : Tim Kelly
- Musique : Dino Fekaris et Nick Zesses
- Photographie : Robert C. Jessup
- Montage : Carl Kress
- Production : Elliot Schick
- Société de production : American International Pictures
- Société de distribution : American International Pictures (États-Unis)
- Pays :  États-Unis
- Genre : Action, horreur et fantastique
- Durée : 91 minutes
- Dates de sortie : 
  -  États-Unis : février 1974

## Distribution
- Marki Bey : Diana « Sugar » Hill
- Robert Quarry : Morgan
- Don Pedro Colley : Baron Samedi
- Betty Anne Rees : Celeste
- Richard Lawson : Valentine
- Zara Cully : Mama Maitresse
- Charles Robinson : Fabulous
- Larry Don Johnson : Langston
- Rick Hagood : Tank Watson
- Ed Geldart : O'Brien
- Albert J. Baker : George